# Prosopocera holoalba
Prosopocera holoalba är en skalbaggsart som beskrevs av Stefan von Breuning 1966. Prosopocera holoalba ingår i släktet Prosopocera och familjen långhorningar.
Artens utbredningsområde är Zimbabwe. Inga underarter finns listade i Catalogue of Life.